# COSFA FC
El Club Omnisport des Forces Armées Football Club o simplemente COSFA FC es un equipo de fútbol de Madagascar que juega en la Liga Regional de Antananarivo, una de las ligas regionales que componen el tercer nivel del fútbol en el país.

## Historia
Fundado en la capital Antananarivo, es uno de los varios equipos de la ciudad que han jugado en el Campeonato malgache de fútbol, el cual ganaron en el año 1988 y también la Copa de Madagascar en 1992, en un periodo entre finales de las década de los años 1980s y mediados de la década de los 90s.
A nivel internacional han participado en 2 torneos continentales, en los cuales nunca han podido superar una ronda eliminatoria y ni tan siquiera han podido anotar un gol.

## Palmarés
- Campeonato malgache de fútbol: 1

1988
- Copa de Madagascar: 1

1992

## Participación en competiciones de la CAF
| Temporada | Torneo                            | Ronda      | Club               | Casa | Visita | Global |
| --------- | --------------------------------- | ---------- | ------------------ | ---- | ------ | ------ |
| 1989      | Copa Africana de Clubes Campeones | Preliminar | Saint-Louis United | 0-0  | 0-1    | 0-1    |
| 1993      | Recopa Africana                   | 1ª ronda   | Jomo Cosmos        | 0-2  | 0-3    | 0-5    |